# Rumigny (Ardennes)
Rumigny település Franciaországban, Ardennes megyében. Lakosainak száma 269 fő (2022. január 1.). Rumigny Antheny, Aouste, Blanchefosse-et-Bay, Bossus-lès-Rumigny, Champlin, Hannappes, Logny-lès-Aubenton és Mont-Saint-Jean községekkel határos.

## Népesség
A település népessége az elmúlt években az alábbi módon változott:
| Lakosok száma | 522  | 440  | 378  | 378  | 362  | 348  | 328  | 293  | 284  | 269  |
|               | 1968 | 1982 | 1990 | 2006 | 2013 | 2015 | 2017 | 2019 | 2020 | 2022 |

## Híres emberek
- Itt született Nicolas-Louis de Lacaille abbé 1713-ban